# Witalij Szczedow
Witalij Szczedow (ukr. Віталій Щедов, ur. 31 lipca 1987 w Symferopolu) – ukraiński kolarz torowy, srebrny medalista mistrzostw świata.

## Kariera
Pierwszy sukces w karierze Witalij Szczedow osiągnął w 2004 roku, kiedy został mistrzem Europy juniorów zarówno w drużynowym jak i indywidualnym wyścigu na dochodzenie. W 2007 roku wystąpił na mistrzostwach świata w Palma de Mallorca, gdzie wspólnie z Maksymem Poliszczukiem, Lubomyrem Połatajko i Witalijem Popkowem wywalczył srebrny medal w drużynowym wyścigu na dochodzenie. Rok później, podczas igrzysk olimpijskich w Pekinie w tej samej konkurencji był dziewiąty. Startował również na mistrzostwach świata w Kopenhadze w 2010 roku, zajmując piąte miejsce drużynowo, szóste indywidualnie oraz dziewiąte w omnium.